# Hrușiv, Drohobîci
Hrușiv (în ucraineană Грушів) este localitatea de reședință a comunei Hrușiv din raionul Drohobîci, regiunea Liov, Ucraina.

## Demografie
Componența lingvistică a localității Hrușiv
     Ucraineană (99,91%)
     Alte limbi (0,05%)
Conform recensământului din 2001, majoritatea populației localității Hrușiv era vorbitoare de ucraineană (99,91%), existând în minoritate și vorbitori de alte limbi.